# Augusta Abrahamsson

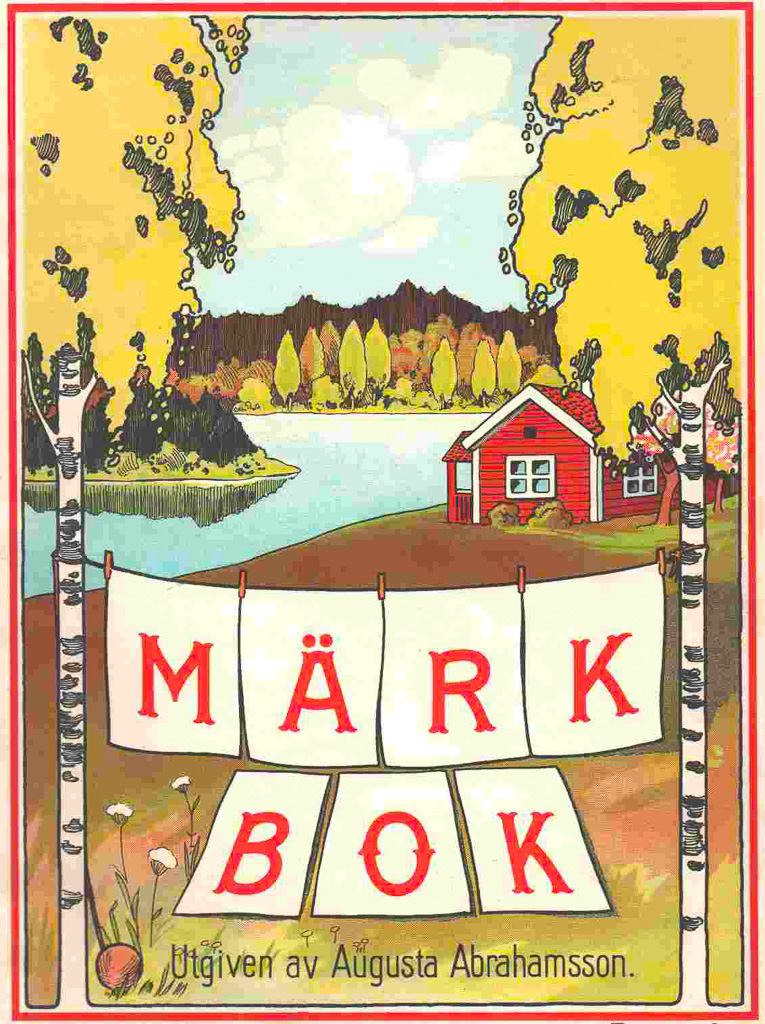
Märkbok av Augusta Abrahamsson.

Augusta Abrahamsson, född 18 juni 1858 i Skultorps rote i Kvänums socken i Skaraborgs län, död 4 juni 1950 i Skara, var en svensk konsthantverkare.

## Biografi
Föräldrar var godsägaren Johan Abrahamsson (1825–1915) och Johanna Larsdotter (1816–1894). År 1893 flyttade Abrahamsson till Klara församling i Stockholm och fick anställning som brodös på NK. Hon förblev ogift.
Abrahamsson gav 1909 ut Märkbok på Linköpings Lithografiska AB, vilken fram till 1966 kom ut i över 40 upplagor om totalt mer än 500 000 exemplar och därmed funnits i ett stort antal svenska hem under flera generationer. Hon gav också ut Mönsterbok på samma förlag 1917.